# Masamia
Els Massàmia (àrab: المسامعة, al-Masāmiʿa) foren una família de notables de Bàssora inicialment sota els omeies sufyànides i després sota els omeies marwànides i encara sota els abbàssides.
Encara que reivindicaven un origen antic, no van adquirir notabilitat fins que es van establir a Bàssora a la meitat del segle VII, i es van lligar als caps de les tribus sobre les quals va pivotar la política dels sufyànides, arribant a ser una de les quatre famílies més notables de Bàssora. Els membres principals foren:
- Màlik ibn Misma
- Muqàtil ibn Misma, germà de l'anterior
- Àmir ibn Misma, germà dels dos anteriors
- Nuh ibn Xayban ibn Màlik ibn Misma
- Abd-al-Màlik ibn Xihab al-Mismaí